# Јован Прозорљиви
Преподобни Јован Прозорљиви је хришћански светитељ, пустињак и затворник. Рођен је почетком 4. века у Египту. Био је дрводеља до своје двадесет пете године, када је отишао у пустињу, где је живео до смрти, тј. до своје деведесете године.
По хришћанском предању, имао је дар да прозире у срце свакога човека који му се приближи, и могао је да погоди његово име и његову жељу и мисао. Такође је, према хришћанском предању, прорицао цару Теодосију исход његових битака.
Свакога свога посетиоца је поучавао смерности, као основној врлини, увек наводећи примере из живота, како је гордељивост многе узвишене карактере оборила у прах и навела на тешке грехе. „Охридски пролог“ наводи како је издржао велике нападе злих духова.
Умро је 394. године.
Православна црква прославља преподобног Јована 27. марта по јулијанском календару.